# Grieczanaja Bałka
Grieczanaja Bałka (ros. Гречаная Балка) – chutor w Rosji, w Kraju Krasnodarskim, w rejonie kalinińskim. W 2010 liczył 1718 mieszkańców.